# Lokomotiven- und Maschinenfabrik J.A. Maffei
A Lokomotiven- und Maschinenfabrik J.A. Maffei vasúti mozdonyokat gyártott a németországi Münchenben. Az 1836-ban alapított vállalat közel egy évszázadon át virágzott, mielőtt 1930-ban csődbe ment, és a Krauss céggel egyesült a Krauss-Maffei céggé. További hetven évnyi virágzást követően a Krauss-Maffei 1999-ben egyesült a Demaggal és a Mannesmannal, az így létrejött konglomerátumot pedig eladták a Siemens AG-nak.
J. A. Maffei talán leghíresebb terméke az 1908-as S3/6 4-6-2 tengelyelrendezésű gőzmozdony volt.

## Története
1836-ban Joseph Anton, Ritter von Maffei megalapította a "J. A. Maffei" mozdonygyárat a müncheni Angolkert negyedben. A cél az volt, hogy Bajorországot versenyképessé tegyék a gépiparban. E kis kezdetekből végül egy világhírű mozdonygyár fejlődött ki.

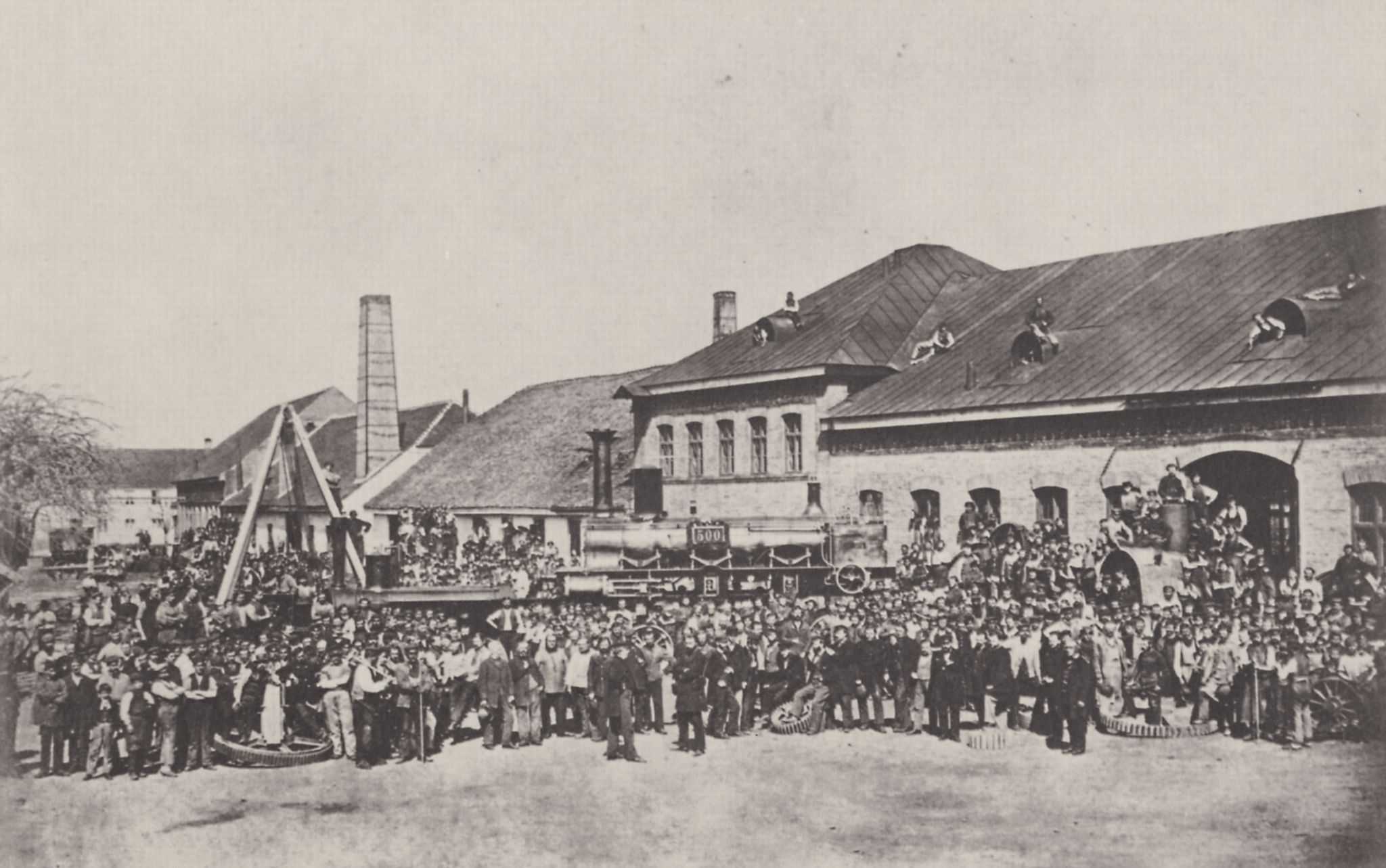
A Maffei munkások 1864-ben ünneplik az 500. mozdonyukat

1864-ben leszállították az 500. mozdonyt. Maffei, mint müncheni városi tanácsos, dicséretet kapott a Hotel Bayerischer Hof építéséért. A mozdonygyár ismert termékei a Bavarian S 2/6 gyorsvonati mozdony, amely 1907-ben tartotta a német sebességrekordot (154,5 km/h), valamint a Bavarian S 3/6 mozdony. Az S 3/6-osból a müncheni Deutsches Museumban és a nürnbergi Közlekedési Múzeumban őriznek egy-egy darabot.
A Maffei többek között részt vett az Augsburg-München-vasútvonal építésében, és támogatta Johann Ulrich Himbsel-t a München-Starnberg-vasútvonal építésében. A Maffei a Starnbergi-tónál építette első gőzhajóját, a "Maximiliant". 1926-ig 44 gőzhajót építettek.
1930-ban a J.A.Maffei formája csődbe ment, és 1931-ben egyesült a Krauss céggel, így jött létre a Krauss-Maffei. A Starnbergi-tó melletti Feldafingban található Maffei-kúria ma múzeumnak és kiállításoknak ad otthont.